# Situazione di stallo all'Eagle Pass
La situazione di stallo all'Eagle Pass è stata una crisi politica tra il governatore texano e l'amministrazione federale degli Stati Uniti d'America.

## Storia
L'11 gennaio 2024, la Guardia Nazionale del Texas ha preso il controllo di Shelby Park vicino a Eagle Pass dopo l'autorizzazione di Abbott tramite una dichiarazione di emergenza. La Guardia Nazionale del Texas e le truppe della Florida hanno imposto un divieto generale di ingresso nel parco, sebbene agli agenti della pattuglia di frontiera sia stato concesso l'accesso a una rampa per barche nel parco dopo che tre migranti sono annegati nelle vicinanze mentre tentavano di attraversare il fiume Rio Grande. L'amministrazione Biden ha chiesto il ripristino dell'accesso al parco per gli agenti delle pattuglie di frontiera e ha affermato che avrebbe deferito la questione al Dipartimento di Giustizia se l'accesso non fosse stato ripristinato. L'accesso al parco è stato limitato dall'uso del filo spinato. Sebbene una sentenza della Corte Suprema del 22 gennaio abbia annullato un'ingiunzione temporanea che bloccava la rimozione federale del filo spinato, non ha proibito esplicitamente ai funzionari del Texas di posare altro filo spinato né di concedere ai funzionari federali l'accesso al parco per rimuovere il filo spinato.
Le circostanze dietro l'annegamento dei migranti durante la situazione di stallo sono state oggetto di controversia tra funzionari federali e del Texas. Secondo la Border Patrol, un agente della pattuglia di frontiera ha risposto a una chiamata di soccorso messicana sui migranti che stavano annegando vicino a Shelby Park, ma gli è stato impedito l'accesso al parco dai soldati della Guardia Nazionale, che hanno affermato che i funzionari federali erano bloccati "anche in circostanze di emergenza". Funzionari del Texas affermano che nel momento in cui la pattuglia di frontiera era sul posto in risposta ai migranti che stavano annegando, i migranti erano già morti.
Il sindaco di Eagle Pass Rolando Salinas si è coordinato con il Dipartimento di Pubblica Sicurezza del Texas nel dichiarare il parco come proprietà privata senza l'approvazione del consiglio comunale. Di conseguenza, i migranti che entrano nel parco potrebbero essere arrestati con l'accusa di violazione di proprietà privata. Salinas e il consiglio comunale di Eagle Pass hanno votato per annullare la dichiarazione, ma hanno scelto di non intraprendere un'azione legale contro lo Stato a causa della mancanza di fondi per il contenzioso.
Il 29 gennaio, più di due dozzine di procuratori generali dello stato repubblicano e i dirigenti della legislatura dello stato dell'Arizona, controllata dai repubblicani, hanno firmato una lettera a sostegno del Texas nei suoi sforzi per la sicurezza dei confini, rivolgendosi al presidente Biden e al Segretario della Sicurezza Interna Alejandro Mayorkas, sottolineando l'importanza di sostenere le leggi federali ed elogiando il lavoro di Abbott e Paxton nel proteggere il confine contro quella che hanno definito "l'invasione, incoraggiata dal rifiuto di Biden di seguire la legge statutaria federale".